# مجسمه گوماتارایا
مجسمه عظیم گوماتارایا (Gomateswara) یک مجسمه یکپارچه به ارتفاع ۱۷ متر در تپه ویندیاگیری در شهر شروانابلاگولا در ایالت کرناتکه است. این مجسمه که از یک بلوک گرانیت حکاکی شده‌است، بلندترین مجسمه یکپارچه در هند است.
مجسمه گوماتارایا به شخصیت جین باهوبالی تقدیم شده‌است و نماد دستورهای جین (دین) صلح، عدم خشونت، قربانی کردن امور دنیوی و ساده زیستی است. این مجسمه در حدود سال ۹۸۳ پس از میلاد در زمان سلسله دودمان گانگا غربی ساخته شد و یکی از بزرگ‌ترین مجسمه‌های مستقل در جهان است. این مجسمه بلندترین مجسمه جین تا سال ۲۰۱۶ در نظر گرفته می‌شد. ساخت مجسمه به دستور وزیر خاندان گانگا و فرمانده چاوندارایا انجام شد. مناطق همسایه دارای معابد جین معروف به «باسادی» و چندین تصویر از تیرتامکارا هستند. تپه ویندیاگیری یکی از دو تپه در شروانابلاگولا است. دیگری چاندراگیری است که محل چندین مرکز باستانی جین است که بسیار قدیمی‌تر از مجسمه گوماتشوارا است.
در سال ۲۰۰۷، این مجسمه به عنوان اولین عجایب جهان در هند در نظرسنجی تایمز هند انتخاب شد. ۴۹ درصد از کل آرا به نفع آن بود.